# ニン・バイズーラ
ニン・バイズーラ（Ning Baizura, 1975年6月28日 - ）は 、マレーシアのポップスおよびリズム・アンド・ブルースの歌手、女優。マレー語、英語、日本語、イタリア語、フランス語、北京官話、広東語で歌うことができ、世界的な活動を展開している。

## 経歴
1975年6月28日、マレーシアの首都クアラルンプール郊外にあるカジャンで生まれた。マレー、アラブ、オランダ、中国、インド、ジャワの血を引く。
9歳の時、国立ユース交響楽団で、第1バイオリンを演奏するなど早くから音楽の才能を発揮した。
1992年にソニー・ミュージックと契約して、メジャーデビュー。以後、BMG、ワーナーミュージック・グループなど、メジャーなレコード会社と契約を結んだ。
1997年、BMGマレーシアレコードから「ke sayup bintang」というアルバムを出し、マライア・キャリーが歌うはずだった歌を奪うほどの実力派といわれる。
2000年、アルバム録音などのため来日。
2005年、キャロル・キング作曲の 「You've Got A Friend」を上田正樹とレコーディング（2006年、上田正樹のアルバム「フリーダム」に収録）
2006年、彼女自身のレコード会社AURを設立、レーベルを立ち上げる。
2008年、世界的なフルート奏者アンドレア・グリミネッリのサポートを受けて、「Water and Salt」を発表。アルバム「EastToWest」収録。
映画女優としても活躍。ムスリム姉妹とカトリック青年の心の交流を描き、ニンも助演した映画『ムアラフ 改心』（原題:Muallaf、英語版記事、ヤスミン・アフマド監督、シャリファ・アマニ主演）は、2008年10月の東京国際映画祭で上映され、2009年3月の大阪アジアン映画祭でも上映された。ロカルノ国際映画祭でワールド・プレミアを迎え、釜山国際映画祭で上映された。
実演家として、米国、英国、イタリア、フランス、中国、インドネシア、韓国、日本、シンガポール、香港、パキスタン、モンテカルロ、モナコ、スイスなどで公演。ミュージカルなどのステージもこなし、舞台女優としても活躍。
2018年、FIFAワールドカップ･ムルデカ両方を記念して制作されたNameweeの楽曲【Malaysia Boleh!】で共演を果たし、注目を集めた。

## ディスコグラフィー
- 1993年 - Dekat Padamu (Sony Music)
- 1994年 - ニン (Sony Music)
- 1995年 - Teguh (BMG)
- 1997年 - Ke Sayup Bintang (BMG) ／Always (BMG)
- 1999年 - Pujaan Ku (BMG)
- 2001年 - Natural Woman (AMS Records,Japan)
- 2003年 - Selagi Ada... (Warner)
- 2004年 - Erti Petermuan (Warner)
- 2006年 - 3113 (Greatest Hits Compilation) (Warner & SonyBMG) ／Drama (Featuring Nikki & Yanie) CD Single (Warner Music)
- 2008年 - East To West
- 2011年 - Dewa

## 出演映画
- 1997年 - Gemilang
- 1998年 - マリアマリアーナ2
- 1999年 - バラ
- 2000年 - Mimpi Moon
- 2001年 - Malaikat Di Jendela
- 2003年 - Azura 2003（テレビ映画）
- 2005年 - Lady Boss
- 2007年 - ディーバ
- 2008年 - Muallaf『ムアラフ 改心』
- 2009年 - Magika

## 演劇
- 1997年 - 語り手

## 受賞歴
- 1991年 - ボイス・オブ・アジア／ ベスト・アーティスト・ディペロップメント大賞
- 1993年 - マレーシア・ミュージック・インダストリー大賞 最優秀新人賞／ マレーシア・ミュージック・インダストリー大賞 アルバム・オブ・ザ・イヤー (Dekat Padamu) ／歌謡大賞「ジュアラ・ラグ」ベスト・ソング賞 - バラード部門賞 (Curiga)
- 1994年 - マレーシア・ミュージック・インダストリー賞 ベストポップスアルバム賞 (Ning) ／歌謡大賞「ジュアラ・ラグ」ベスト・ソング賞- ポップス・ロック部門賞 (Kau & Aku) , 作詞賞
- 2003年 - FMラジオ局「ERA」選定女性ボーカリスト賞
- 2004年 - マレーシア・ミュージック・インダストリー賞 ソング・オブ・ザ・イヤー (Selagi Ada Cinta)
- 2005年 - マレーシア・ミュージック・インダストリー賞 ベスト・アルバム・カバー賞 (Erti Pertemuan) ／マレーシア・ミュージック・インダストリー賞ベストミュージックビデオ (Awan Yang Terpilu) ／マレーシア・ミュージック・インダストリー賞 ソング・オブ・ザー・イヤー (Awan Yang Terpilu) ／マレーシア・ミュージック・インダストリー賞ベストポップスアルバム選定 (Erti Pertemuan)
- 2008年 - VOIZE 人気ローカルアクト賞／雑誌「コスモポリタン」マレーシア版、 FFF賞歌手部門